# Zafadola
Zafadola, mit eigentlichem Namen Saif ad-Daula Ahmad III., war der letzte Herrscher aus der Dynastie der Hudiden. Von der einstigen Taifa von Saragossa war ihm nur noch die Festung Rueda verblieben, über die er ab 1130 befehligte.

## Leben

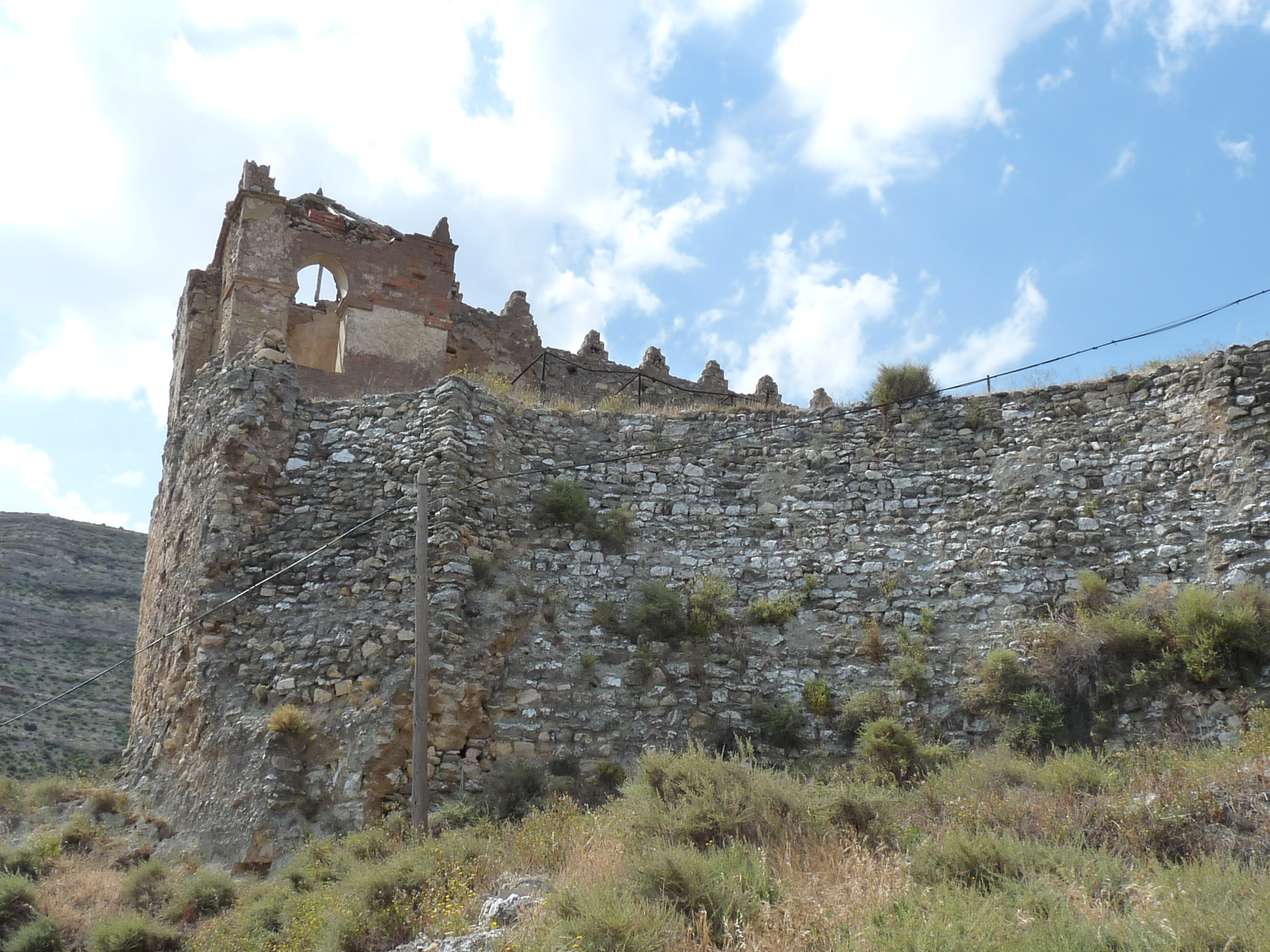
Die Festung von Rueda mit neoarabischer Mauer

Zafadola ist die latinisierte Form des Ehrentitels Saif ad-Daula, dem Schwert der  Dynastie (arabisch سيف الدولة, DMG sayf ad-daula). Der vollständige Name Zafadolas lautete Ahmad III. Abu Dscha'far ibn Abd al-Malik al-Mustansir bzw. arabisch أبو جعفر أحمد بن عبد الملك  بن هود المستنصر سيف الدولة, DMG Abū Ǧaʿfar Aḥmad b. ʿAbd al-Malik b. Hūd al-Mustanṣir Sayf ad-Daula. Er war der Sohn von Abd al-Malik Imad ad-Daula.
Nachdem Saragossa im Jahr 1110 von den Almoraviden erobert worden war, flohen Saif ad-Daula und sein Vater Abd al-Malik Imad al-Daula nach Rueda de Jalón, wo der Vater einen Miniaturstaat schuf, und von dort aus den Widerstand gegen die Almoraviden organisierte. Hierbei erhielten sie Hilfe von Alfons I., dem König von Aragón. Neben Rueda befehligten sie noch Borja und einige Kastelle um Calatayud.
Sein Vater Abd al-Malik war im Jahr 1130 verstorben. Saif ad-Daula sandte daher im Jahr 1131 Botschafter an den Hof von Alfons VII. von Léon, um ihn als Lehnsherr anzuerkennen. Dieser schickte dann seinerseits eine Gesandtschaft bestehend aus Graf Rodrigo Martínez und dem Berater des Königs Gutierre Fernández de Castro nach Rueda, um letzte Einzelheiten auszuhandeln. Saif ad-Daula begab sich schließlich mit seinen Söhnen zu Alfons VII., übergab Rueda und wurde ab 1039 sein Vasall. Als Austausch übertrug Alfons VII. Ländereien in der Taifa von Toledo, in der Estremadura und im Tal des Douro an Saif ad-Daula verbunden mit der Aufgabe, einen Teilabschnitt der Südgrenze gegen die Almoraviden zu verteidigen.
Im Jahr 1135 nahm Saif ad-Daula am Krönungszeremoniell von Alfons VII. in León teil.

### Kriegerische Auseinandersetzungen
Neben seinem Hass auf die Almoraviden, gegen die er leidenschaftlich zu Felde gezogen war, hatte Saif ad-Daula auch Alfons I. bekämpft.
Nach dem Tod von Ali ibn Yusuf im Jahr 1143 war es zu Aufständen gegen die Almoraviden gekommen. Diese Gelegenheit ergriff Saif ad-Daula, um sich als Repräsentant des alten Königsadels und letzter Vertreter der Hudiden hervorzutun. Er beteiligte sich an mehreren erfolgreichen Schlachten gegen die Almoraviden und konnte 1145 in Córdoba, in Jaén, in Granada und in Murcia einziehen. 1146 folgte auch noch Valencia. 
Die Aufständischen in Baeza, Úbeda und Jaén verweigerten Saif ad-Daula jedoch den Tribut und so sandte Alfons VII. seinem Vasall zur Unterstützung seine besten Ritter Manrique Pérez de Lara, Ponç von Cabrera und Ermengol von Urgell. Die Rebellen sahen sich hierdurch in einer aussichtslosen Lage und unterwarfen sich Saif ad-Daula. Derart gestärkt meinte dieser, sich jetzt der kastilischen Vormundschaft entledigen zu können.
Am 5. (oder auch am 11.) Februar 1146 kam es daher bei Chinchilla de Monte-Aragón (in der Nähe von Albacete) zur Schlacht von Chinchilla in der Nähe des Dorfes Chinchilla de Montearagón mit dem christlichen Heer, angeführt von Ermengol VI., sowie seinem persönlichen Widersacher, dem Herrscher von Cuenca Abdallah at-Tughra'i. Zusammen mit Abdallah ibn Mardanisch wurde Saif ad-Daula im Verlauf der Schlacht gefangen genommen und später von einigen Soldaten umgebracht. Die genauen Umstände seines Todes sind aber nach wie vor umstritten.